# Ángel Zúñiga Izquierdo
Ángel Zúñiga (Villava, Navarra, 1911-El Prat de Llobregat, Bajo Llobregat, 9 de julio de 1994) fue un periodista y crítico de teatro español.
Fue articulista de la revista Destino y El Noticiero Universal. Viajero incansable, fue corresponsal de La Vanguardia en Nueva York durante 27 años, donde conoció las estrellas de Hollywood y se convirtió, con sus crónicas, en uno de los más grandes periodistas cinematográficos del "star system". Él mismo comentaba que las salas de proyección son las mejores escuelas para aprender el arte de la cinematografía. Fue también un escritor prolífico que publicó, entre otras obras: Barcelona y la noche, Una historia del cuplé, USA, Manhattan cocktail, etc. Su libro Una historia del cine (1948) fue uno de los primeros grandes libros sobre este tema publicados en español. En el año 1992 recibió el premio de Honor del FAD "por su larga dedicación al mundo de los espectáculos". Legó sus libros y papeles a la Biblioteca de Cataluña, junto a la que residía.

## Obra
- Benavente, el príncipe que todo el aprendió en la vida Barcelona: G.P., 1942

- Una historia del cine Barcelona: Destino, 1948

- Barcelona y la noche Barcelona: José Janés, 1949

- Alfonso XIII Barcelona: G.P., 1950 (reimp. Barcelona: Planeta, 2006)

- El estupendo Juan Pérez, comedia dramática en tres actos Madrid: Alfil, 1952

- Palabras del tiempo Barcelona: Barna, 1952

- El demonio Tiene ángel: farsa en tres actos Madrid: Alfil, 1953

- La máscara de Charlot Barcelona: G.P., 1954

- Una historia del cuplé Barcelona: Barna, 1954

- Gibraltar: comedia dramática en tres actos Madrid: Alfil, 1955

- La guerra para acabar con la guerra [obra de teatro] Madrid: Alfil, 1955

- Norteamérica a la vista Barcelona: Barna, 1956

- Las joyas de Kitty Labrador Barcelona: G.P., 1958

- La verdad de la ficción Barcelona: G.P., 1958

- Pan y fútbol Barcelona: Barna, 1961 (ed. Ampliada Barcelona: Planeta, 1972)

- La vida de los muertos Barcelona: Destino, 1963

- Tiempo ganado Barcelona: Barna, 1965

- Caminos Barcelona: Destino, 1969

- U.S.A. Barcelona: Lumen, 1971

- Manhattan cocktail Barcelona: Planeta, 1972

- Amanecer en China Esplugues de Llobregat: Plaza & Janés, 1975 (reimp. Barcelona: Parsifal, 2001 ISBN 8495554062)

- Mi futuro es ayer Barcelona: Planeta, 1983. ISBN 843205688X